# Royal Ballet Sinfonia
Le Royal Ballet Sinfonia est le nom de l'orchestre du Birmingham Royal Ballet.
Le Sinfonia se produit avec le Birmingham Royal Ballet dans sa ville d'origine, à Londres et dans tout le Royaume-Uni, fréquemment avec le Royal Ballet à la Royal Opera House et en tournées. Orchestre de ballet le plus régulièrement contracté au Royaume-Uni, il se produit et effectue des tournées avec de nombreuses compagnies de ballet différentes.
En 2006, le Sinfonia atteint la 9e place des UK Singles Chart avec son enregistrement du thème de Radio UK (en).